# Перекрестье
Перекре́стье (укр. Перехрестя) — село в Вилокской поселковой общине Береговского района Закарпатской области Украины.
Население по переписи 2001 года составляло 927 человек. Почтовый индекс — 90320. Телефонный код — 03143. Занимает площадь 3,989 км². Код КОАТУУ — 2121283901.

## История
В 1946 году указом ПВС УССР село Керестур переименовано в Перекрестье.